# 石黒吉富
石黒 吉富（いしぐろ よしとみ）は、戦国時代の武将。越前朝倉氏第11代当主朝倉義景家臣。

## 経歴・人物
朝倉家家臣団最高位である一乗谷奉行人を務めた。